# Shire of Boddington
Shire of Boddington is een Local Government Area (LGA) in de regio Peel in West-Australië. Shire of Boddington telde 1.705 inwoners in 2021. De hoofdplaats is Boddington.

## Geschiedenis
Op 19 mei 1892 werd het 'Mooradung Road District' opgericht. Het veranderde op 30 oktober 1903 van naam en werd het 'Marradong Road District'. Ten gevolgde de 'Local Government Act' van 1960 veranderde het district weer van naam en werd op 1 juli 1961 de Shire of Boddington.

## Beschrijving
Shire of Boddington is een lokaal bestuursgebied in de regio Peel. Het is 1.900 km² groot en ligt ongeveer 120 kilometer ten zuidoosten van de West-Australische hoofdstad Perth. Shire of Boddington telde 1.705 inwoners in 2021. De hoofdplaats is Boddington. Daar zijn de kantoren van het districtsbestuur, een bibliotheek, 'Community Resource Centre' (CRC), districtsschool, districtsziekenhuis, een zwembad en verscheidene andere sportfaciliteiten gevestigd.

## Plaatsen, dorpen en lokaliteiten
- Bannister
- Boddington
- Crossman
- Lower Hotham
- Marradong
- Mount Cooke
- Mount Wells
- Quindanning
- Ranford
- Upper Murray
- Wuraming

## Bevolkingsevolutie
| Jaar | Bevolkingsaantal |
| ---- | ---------------- |
| 1921 | 675              |
| 1933 | 918              |
| 1947 | 1.275            |
| 1954 | 1.250            |
| 1961 | 967              |
| 1966 | 761              |
| 1971 | 714              |
| 1976 | 720              |
| 1981 | 778              |
| 1986 | 911              |
| 1991 | 1.416            |
| 1996 | 1.516            |
| 2001 | 1.401            |
| 2006 | 1.379            |
| 2011 | 2.226            |
| 2016 | 1.844            |
| 2021 | 1.705            |